# Agustín Calleri
Agustín Calleri (Río Cuarto, 14 de Setembro de 1976) é um tenista profissional da Argentina.
Agustin Calleri já está no circuito há 13 anos, conhecido como gordo, já ganhou dois titulos da ATP, Acapulco e Kitzbühel, e foi vice em vários outros como o Brasil Open de Tênis, o Estoril Open e o Hamburg Masters.e representou a Argentina nas Olimpíadas de Atenas em 2004.

## Desempenho em Torneios

### Simples

#### Finais Vencidas (2)
| Legenda                                                     |
| Grand Slam (0)                                              |
| Tennis Masters Cup ATP World Tour Finals (0)                |
| ATP Masters Series ATP World Tour Masters 1000 (0)          |
| ATP International Series Gold ATP World Tour 500 Series (2) |
| ATP International Series ATP World Tour 250 Series (0)      |

| Títulos por superfície |
| Dura (0)               |
| Grama (0)              |
| Saibro (2)             |
| Carpete (0)            |

| Nr. | Data                | Torneio            | Superfície | Adversário na Final | Resultado        |
| 1.  | 2 de Março de 2003  | Acapulco, México   | Saibro     | Mariano Zabaleta    | 7–5, 3–6, 6–3    |
| 2.  | 24 de Julho de 2006 | Kitzbühel, Áustria | Saibro     | Juan Ignacio Chela  | 7–6(9), 6–2, 6–3 |

#### Finais Perdidas (6)
| Nr. | Data                    | Torneio                   | Superfície | Adversário na Final | Resultado        |
| 1.  | 25 de Fevereiro de 2002 | Buenos Aires, Argentina   | Saibro     | Nicolás Massú       | 2–6, 7–6(5), 6–2 |
| 2.  | 8 de Abril de 2003      | Estoril, Portugal         | Saibro     | Nikolay Davydenko   | 6–4, 6–3         |
| 3.  | 19 de Maio de 2003      | Hamburgo, Alemanha        | Saibro     | Guillermo Coria     | 6–3, 6–4, 6–4    |
| 4.  | 1 de Março de 2004      | Costa do Sauípe, Brasil   | Saibro     | Gustavo Kuerten     | 3–6, 6–2, 6–3    |
| 5.  | 25 de Julho de 2005     | Amersfoort, Países Baixos | Saibro     | Fernando González   | 7–5, 6–3         |
| 6.  | 28 de Agosto de 2006    | New Heaven, EUA           | Dura       | Nikolay Davydenko   | 6–4, 6–3         |

### Duplas

#### Finais Vencidas (3)
| Legenda                                                     |
| Grand Slam (1)                                              |
| Tennis Masters Cup ATP World Tour Finals (0)                |
| ATP Masters Series ATP World Tour Masters 1000 (0)          |
| ATP International Series Gold ATP World Tour 500 Series (0) |
| ATP International Series ATP World Tour 250 Series (3)      |

| Títulos por superfície |
| Dura (0)               |
| Grama (0)              |
| Saibro (2)             |
| Carpete (1)            |

| Nr. | Data                    | Torneio                 | Superfície | Parceiro          | Adversários na Final         | Resultado           |
| 1.  | 17 de Fevereiro de 2003 | Viña del Mar, Chile     | Saibro     | Mariano Hood      | František Čermák Leoš Friedl | 6–3, 1–6, 6–4       |
| 2.  | 31 de Outubro de 2005   | Basiléia, Suíça         | Carpete    | Fernando González | Stephen Huss Wesley Moodie   | 7–5, 7–5            |
| 3.  | 24 de Fevereiro de 2008 | Buenos Aires, Argentina | Saibro     | Luis Horna        | Werner Eschauer Peter Luczak | 6–0, 6–7(6), [10–2] |

#### Finais Perdidas (1)
| Nr. | Data                    | Torneio          | Superfície | Parceiro   | Adversários na Final          | Resultado           |
| 1.  | 25 de Fevereiro de 2008 | Acapulco, México | Saibro     | Luis Horna | Oliver Marach Michal Mertiňák | 6–2, 6–7(3), [10–7] |